# هارولد د. كامبل
هارولد د. كامبل (بالإنجليزية: Harold D. Campbell)‏ هو طيار بحري في الولايات المتحدة ‏ أمريكي، ولد في 30 مارس 1895 في واتربوري في الولايات المتحدة، وتوفي في 29 ديسمبر 1955 في سبرينغفيلد في الولايات المتحدة.